# I-16
I-16 (Interstate 16) — межштатная автомагистраль в Соединённых Штатах Америки, длиной 166,81 мили (268,45 км). Полностью располагается на территории штата Джорджия. Строительство последнего отрезка дороги было закончено в 1978 году.

## Маршрут магистрали
Interstate 16 берёт начало в центре города Мэйкон в центральной части Джорджии. Здесь располагается развязка I-16 и I-75. Проходит через территорию Национального монумента Окмалги. Восточный конец дороги находится в центре города Саванна, на пересечении с улицей Монтгомери (англ. Montgomery St).
Является частью основного эвакуационного маршрута при угрозе наводнений в прибрежных районах штата.

## Основные развязки
- US 319 / US 441, Даблин
- US 1, Оук-Парк
- I-516, Саванна